# Saint-Béron
Saint-Béron è un comune francese di 1 575 abitanti situato nel dipartimento della Savoia della regione dell'Alvernia-Rodano-Alpi.

## Società

### Evoluzione demografica
Abitanti censiti